# دار الكتب والوثائق القومية (مصر)
الهيئة العامة لدار الكتب والوثائق القومية هي هيئة حكومية مصرية، تابعة لوزارة الثقافة، وإحدى المراكز الثقافية التي أُنشأت للمحافظة على ثروة مصر الثقافية، والعلمية؛ وهي بمثابة مكتبة عامة متاحة للجمهور. أنشأت سنة 1870 على يد الخديوي إسماعيل.

## التاريخ
كانت لدى الخديوي إسماعيل (1863- 1879) رغبةٌ في إنشاء «مكتبة عمومية»؛ لجمع شتات الكتب من المساجد وخزائن الأوقاف لحفظها وصيانتها من التلف؛ اقترح علي مبارك على الخديوي إسماعيل إنشاء دار كتب على نمط المكتبة الوطنية في باريس؛ حيث كان قد أعجب بها حينما أُرسل ضمن البعثة التي أُوفدت لدراسة العلوم العسكرية سنة 1844. أصدر الخديوي إسماعيل الأمر العالي رقم 66 بتأسيس دار الكتب (كانت تسمى الكتبخانة الخديوية المصرية) في 20 ذي الحجة 1286هـ (23 مارس 1870م) في سراي الأمير مصطفى فاضل باشا (شقيق الخديوي إسماعيل) في حي درب الجماميز. وجُعل لها ناظر وخدمة، وصار لها مفهرس من علماء الأزهر مسئول عن الكتب العربية، وآخر مسئول عن الكتب التركية، ونُظمت لها لائحة وضعت أسس الانتفاع بها. وكانت النواة الأولى لمقتنيات الكتب خانة الخديوية نحو ثلاثين ألف مجلد، شملت كتب ومخطوطات نفيسة، جُمعت من المساجد والأضرحة والتكايا ومكتبتي نظارتي الأشغال والمدارس.
أُطلقت عدة مسميات رسمية على دار الكتب وتغير اسمها على مر الزمن فكان اسمها عند نشأتها سنة 1870 «الكتب خانة الخديوية»، ثم «دار الكتب الخديوية» (1892- 1914)، ثم «دار الكتب السلطانية» (1914– 1922)، ثم «دار الكتب الملكية» (1922- 1927)، ثم دار الكتب المصرية (1927- 1966)، ثم «دار الكتب والوثائق القومية» (1966- 1971)، ثم «الهيئة المصرية العامة للكتاب» (1971- 1993)، وأخيراً أطلق عليها «الهيئة العامة لدار الكتب والوثائق القومية» منذ (1993وحتى الآن).
في سنة 1880 ضاقت الكتبخانة بمحتوياتها من الكتب والوثائق، فنقلت سنة 1889م إلى الطابق الأول (المسمى السلاملك) من السراي نفسها. ومع تزايد أعداد الكتب أصدر الخديوي عباس حلمي الثاني في سنة 1896 أمراً بنزع ملكية الأرض وتخصيصها لبناء الكتبخانة الخديوية عليها، ولكن هذا المشروع لم يتحقق. في سنة 1899 وضع الخديوي عباس حلمي الثاني حجر الأساس لمبنى يجمع بين الكتبخانة الخديوية ودار الآثار العربية (متحف الفن الإسلامي حالياً) في ميدان باب الخلق (ميدان أحمد ماهر فيما بعد). وخصص الطابق الأرضي من المبنى لدار الآثار العربية، وطابقه الأول بمدخل مستقل لدار الكتب الخديوية. وفي 5 مارس 1904 افتتحت الكتبخانة أبوابها للجمهور.
بسبب التطور الكبير الذي مرت به مصر في بداية القرن العشرين وهو ما كان له الأثر في نمو حركة التأليف والترجمة في مختلف نواحي المعرفة الإنسانية، ففي سنة 1930 ضاقت مخازن دار الكتب بمختلف أنواع المقتنيات، وبموظفيها وروادها من المطالعين. لذلك بدأت الدار منذ ذلك التاريخ تطالب بإنشاء مبنى جديد يساير التطور العالمي في نظم المكتبات الحديثة في ذلك الوقت، وفي سنة 1935 وقع الاختيار مبدئياً على أرض تقع بجهة درب الجماميز، واختير موقع «بأول شارع تحت الربع»؛ لقربه من مكان الدار في ذلك الوقت الذي اشتهرت به. ورأى المجلس الأعلى للدار سنة 1938 أن أفضل موضع لبناء دار الكتب فيه هو أرض سراي الإسماعيلية، وتقرر في مارس من السنة نفسها البدأ في عمل مسابقة عالمية؛ لوضع التصميمات المعمارية والهندسية اللازمة للمبنى الجديد.
في يونيو 1938 وافق المجلس الأعلى للدار على الرسم التخطيطي للمبنى الجديد، كما ورد للدار صورة من خطاب مصلحة المباني الأميرية لوزارة الأشغال بطلب اعتماد مبلغ مائة وخمسون ألف جنيه؛ من أجل البدأ في تنفيذ المبنى الجديد. وفي يوليو 1938 كتب وزير المعارف آنذلك محمد حسين هيكل باشا إلى وزارة المالية يطلب تخصيص جزء من الاعتماد المدْرَج في عام 1938 في ميزانية مصلحة المباني للبدء في المبنى الجديد لدار الكتب. ووُضعت الخطة بحيث يبدأ البناء سنة 1939، إلا أن نشوب الحرب العالمية الثانية كان قد أعاق بدء الإنشاء.
في سنة 1959، طلب ثروت عكاشة (وزير الثقافة ورئيس المجلس الأعلى لدار الكتب في ذلك الوقت) بتمويل مشروع المبنى الجديد للدار وفي 23 يوليو 1961، وُضع حجر الأساس للمبنى الجديد على كورنيش النيل برملة بولاق، وبدأ انتقال الموظفين إلى المبنى الجديد تدريجيا ابتداء من سنة 1971 وحتى 1978 وذلك بالرغم من عدم استكمال المبنى؛ لانتقال دار الوثائق التاريخية، والمكتبة المركزية من قصر عابدين إلى مبني باب الخلق.

## المحتويات

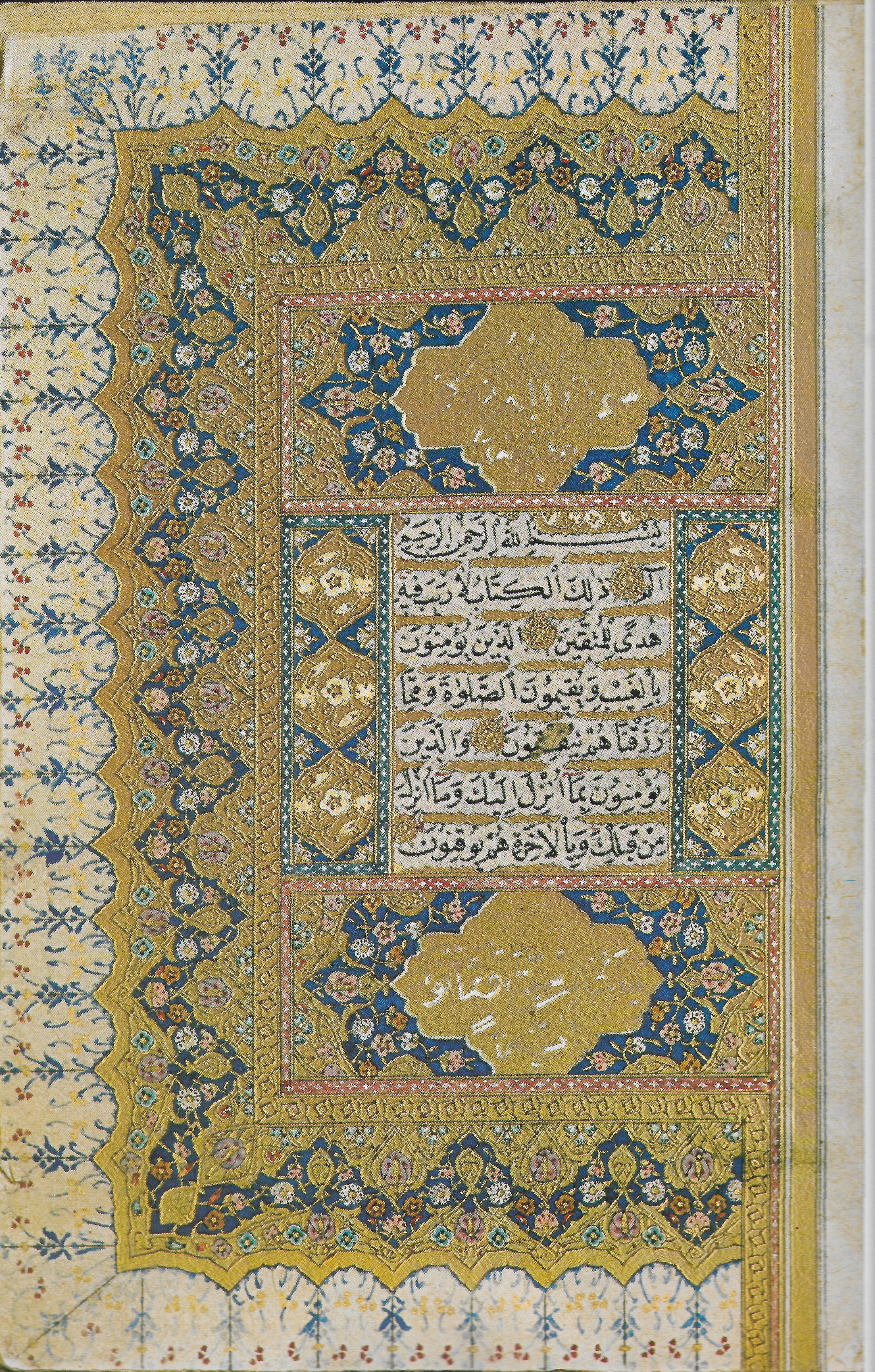
صفحة من قرآن مخطوط ومزين من مقتنيات الدار

تبلغ مخطوطات الدار حوالي 57 ألف مخطوط تعد من أنفس المجموعات وهي مرقمة ومفهرسة وتغطي تشكيلة واسعة من المواضيع، حيث تتميز بتنوع موضوعاتها وخطوطها المنسوبة ومخطوطاتها المؤرخة. كما تضم مجموعة نفيسة من أوراق البردي العربية من بينها مجموعة عُثر عليها في كوم أشقاو بالصعيد تبلغ مجموعها ثلاث آلاف بردية تتعلق بعقود زواج وبيع وإيجار واستبدال وكشوف وسجلات وحسابات خاصة بالضرائب أو تقسيم مواريث أو دفع صداق وغيرها. وأقدم البرديات يعود لسنة 87هـ (705م) ولم ينشر منها إلا 444 بردية. كما تحتوي الدار على مجموعة طيبة من الوثائق الرسمية التي تتمثل في حجج الوقف ووثائق الوزارات المختلفة وسجلات المحاكم وغيرها مما يعنى به الباحثون في شتى المباحث الأثرية والتاريخية. كما تمتلك الدار مجموعة طيبة من النقود العربية يعود أقدمها إلى سنة 77هـ (696م). وتشمل مجموعاتها تشكيلة كبيرة من مخطوطات القرآن المكتوبة على الورق والجلد وبعضها في الخط الكوفي القديم غير المنقط وبعضها لخطاطين مشهورين. وهناك مجموعات من مخطوطات البردي من مختلف أنحاء مصر بعضها يعود للقرن السابع أو قبله. وهي منجم معلومات عن الحياة الاجتماعية والحضارية في مصر في بداية الإسلام. وفيها مجموعات عثمانية وفارسية قديمة أيضا.
وفي الدار قطع نقدية يعود أقدمها إلى 693 م.

## الرؤساء السابقون
تعاقب على الدر العديد من الرؤساء وهم:
- يناير 2020 - يناير 2023م: نيفين محمد موسى [5]
- أبريل 2018 - يناير 2020: هشام محمود عزمي
- 2017 – 2018 م: أحمد الشوكي
- 2016 – 2017 م: محمود الضبع
- 2015 – 2016 م: شريف كامل شاهين
- 2014 – 2015 م: حلمي النمنم
- 2012 – 2014 م: عبد الناصر حسن محمد شعبان
- 2011 – 2012 م: زين الدين عبد الهادي
- 2005 – 2011 م: محمد صابر عرب
- 2003 – 2004 م: أحمد مرسي
- 2002 – 2003 م: صلاح فضل
- 1999 – 2002 م: سمير غريب
- 1998  م: ناصر الأنصاري
- 1997 – 1998 م: جابر عصفور
- 1994 – 1997 م: محمود فهمي حجازي
- 1985 – 1993 م: سمير سرحان
- 1982 – 1985 م: عز الدين إسماعيل
- 1979 – 1981 م: صلاح عبد الصبور
- 1971 – 1979 م: السيد محمود الشنيطي
- 1970 – 1973 م: علي كمال محمود كحيل
- 1968 – 1970 م: حسن رشاد السيد مصطفي
- 1967 – 1968 م: أحمد معوض عابدين
- 1966 – 1967 م: صلاح الدين محمد الحفني
- 1962 – 1966 م: عبد المنعم محمد عمر خضر
- 1957 – 1962 م: محمد أحمد حسين
- 1951 – 1956 م: توفيق الحكيم
- 1948 – 1951 م: أمين مرسى قنديل
- 1944 – 1948 م: أحمد عاصم بك
- 1936 – 1944 م: منصور فهمي بك
- 1926 – 1936 م: محمد أسعد برادة بك
- 1925 – 1926 م: عبد الحميد بن إبراهيم بن خليل أبي هيف بك
- 1920 – 1922 م: أحمد صادق بك
- 1915 – 1918 م: أحمد لطفي السيد
- 1913 – 1914 م: شادة. أ. (بالإنجليزية: .Schaade A)
- 1911 – 1913 م: محمد على الببلاوي
- 1896 – 1911 م: د. برنارد موريتز (بالإنجليزية: Bernhard Moritz)
- 1889 – 1896 م: كارل فوليرس (بالإنجليزية: Karl Vollers)
- 1882 – 1886 م: مراد أفندي مختار
- 1882  م: الشيخ علي محمد الببلاوي
- 1875 – 1882 م: فلهلم سبيتا (بالإنجليزية: Wilhelm Spita)
- 1872 – 1874 م: لودفيك شترن [الألمانية] (بالإنجليزية: Ludwig Shtern)

## وصلات خارجية
- الموقع الرسمي لدار الكتب